# Бюнцен
Бюнцен (нем. Bünzen AG) — коммуна в Швейцарии, в кантоне Аргау.
Входит в состав округа Мури. Население составляет 954 человека (на 31 декабря 2007 года). Официальный код — 4229.